# Tarsomys apoensis
Tarsomys apoensis es una especie de roedor de la familia Muridae.

## Distribución geográfica
Es endémica de montanos de Mindanao (Filipinas).